# Jean Bolland
Pour les articles homonymes, voir Bolland (homonymie).
Jean Bolland (en latin Bollandus), né le 18 août 1596 à Julémont, dans la province de Liège (Belgique) et décédé le 12 septembre 1665 à Anvers (Belgique), est un prêtre jésuite belge, hagiographe et fondateur de la Société des Bollandistes.

## Biographie
Né à Julémont, un village du comté de Dalhem, il entre dans la Compagnie de Jésus en 1612. Avant même d’être ordonné prêtre (en 1625), il se distingue comme professeur dans les collèges de Ruremonde et Bois-le-Duc. Il met en scène au collège d’Anvers une pièce de théâtre retraçant la vie de saint Ignace de Loyola, à l’occasion de sa canonisation (1622).
Durant ses études de théologie à Louvain, il apprend plusieurs langues orientales. Une bonne connaissance de l’Antiquité et son goût pour l’érudition font de lui le choix naturel pour ses supérieurs lorsqu’il s’agit de mettre de l’ordre dans les nombreux documents et manuscrits sur la vie et la légende des saints rassemblés par Héribert Rosweyde, décédé inopinément en 1629. Il reçoit alors la mission d'évaluer l'opportunité de réaliser le grand projet d'édition hagiographique pour lequel Rosweyde avait travaillé. Si donc Bolland est bien le fondateur de la Société des Bollandistes, Rosweyde en est le précurseur et l'inspirateur.
L'érudit trouve sa voie dans ce trésor sans ordre de Rosweyde et se consacre dès lors entièrement à ce travail gigantesque de recherche et de publication, en organisant systématiquement et en élargissant la perspective de Rosweyde : non plus seulement les saints européens, mais tous les saints du calendrier de l'Église catholique.
Il écrit partout, sillonne les routes d'Europe, visitant monastères, évêchés et bibliothèques, rassemblant et copiant une quantité considérable de documents. En ce siècle assoiffé de connaissances objectives, il est partout reçu avec enthousiasme et vivement encouragé. L’aide financière lui arrive également (entre autres du père abbé de Liessies, auquel est dédicacé le premier ouvrage).
Pour chaque saint, il constitue un dossier aussi complet que possible et décide que la publication critique des Vies de Saints se ferait suivant le calendrier catholique romain : du 1er janvier au 31 décembre. Enfin, après quatorze ans de travail préliminaire, les deux volumes du mois de janvier des Acta Sanctorum sont publiés à Anvers en 1643. Son confrère Godefroid Henschenius viendra l'assister à partir de 1635 et apportera un nouveau changement décisif: chaque saint fera l'objet d'une véritable étude historique sur sa vie et son culte.
En 1658 paraissent les trois volumes de février. L’œuvre est lancée et a immédiatement un grand retentissement, car comme l’écrit le pape Alexandre VII, elle fait « beaucoup d’honneur à la science catholique ». De même qu’il reconnaît sans difficulté sa dette vis-à-vis de son prédécesseur Rosweyde, Bolland sait également s’entourer de collaborateurs compétents dont il suit volontiers les avis : Godefroid Henschenius et Daniel van Papenbroeck.
C’est ainsi que naît la Société des Bollandistes, toujours active au début du XXIe siècle.
Sa santé étant défaillante, Bolland doit décliner une invitation du pape à se rendre à Rome (1660). Il meurt à Anvers le 12 septembre 1665, avant d’avoir pu terminer le mois de mars des Acta Sanctorum.

## Souvenir et reconnaissance publique
- En 1942 les services postaux de Belgique émettent un timbre à l'effigie de Jean Bolland.
- La commune d'Etterbeek, dans la partie orientale de la ville de Bruxelles, a une rue des Bollandistes. C'est à Etterbeek que s'est établie au début du XXe siècle la Société des Bollandistes.